# Cuerna hasbroucki
Cuerna hasbroucki är en insektsart som beskrevs av Nielson 1965. Cuerna hasbroucki ingår i släktet Cuerna och familjen dvärgstritar. Inga underarter finns listade i Catalogue of Life.